# Rumbo (Uruguay)
Rumbo fue una revista uruguaya publicada por el Instituto Cooperativo de Educación Rural (ICER) entre 1961 y 1969.

## Contexto
En marzo de 1961 se creó el ICER, en un momento convulsionado para la educación rural uruguaya. Los nuevos miembros del Consejo de Educación Primaria nombrados por el Poder Ejecutivo acababan de eliminar la Sección Educación Rural que daba apoyo técnico a los maestros rurales y de suprimir la Inspección de Escuelas Granjas. Esta y otras resoluciones, provocaron la renuncia de Miguel Soler a la dirección del Núcleo Experimental de La Mina y de Homero Grillo a la dirección del Instituto Normal Rural en Cruz de los Caminos.
El ICER fue un mecanismo  surgido del magisterio rural, cuyo objetivo fue mantener la corriente de pensamiento referido a la educación rural desarrollada en las décadas anteriores. Entre las obras publicadas por este Instituto se encontraron fichas de trabajo, libros de lectura y la publicación periódica Rumbo.

## Revista
Su primer número se publicó en setiembre de 1961 y su redactor responsable fue Abner Prada. El equipo de trabajo de la revista se integró con referentes del movimiento impulsor de la educación rural de la década de 1950, entre los que se contaron Ana María Angione de Moreno, Nelly Couñago de Soler, Wanda da Silveira de Prada, Homero Grillo, Weyler Moreno, Abner Prada y Miguel Soler. La comisión asesora de la publicación estuvo integrada por Enrique Bráyer, Julio Castro, José Pedro Nuñez Panzardo y Yolanda Vallarino.